# Guadalajara-Kartell

Guadalajara auf der Karte von Jalisco

Das Guadalajara-Kartell (spanisch Cártel de Guadalajara) war ein mexikanisches Drogenkartell, das Anfang der 1980er Jahre von Miguel Ángel Félix Gallardo, Rafael Caro Quintero und Ernesto Fonseca Carrillo gegründet wurde. Unter den ersten mexikanischen Drogenhandelsgruppen, die mit den kolumbianischen Kokainhändlern zusammenarbeiteten, florierte das Guadalajara-Kartell aus dem Kokainhandel. Laut Schätzungen machte das Schmuggler-Netzwerk jährlich 5 Milliarden Dollar Umsatz.

## Geschichte
- Miguel Angel Felix „El Padrino“ Gallardo: Ein ehemaliger Polizist und Leibwächter von Gouverneur Leopoldo Sánchez Celis. Er baute sein eigenes Imperium in seinem Geburtsort Sinaloa auf und verlegte sein Hauptquartier später nach Guadalajara.[1]
- Ernesto Fonseca „Don Neto“ Carrillo: Seit den frühen 1970er Jahren hauptsächlich in Ecuador im Schmuggel tätig und zog später nach Mexiko. Er ist der Onkel des Begründers des Juárez-Kartells namens Amado Carrillo Fuentes.
- Rafael Caro Quintero: 1952 in Badiraguato geboren, produzierte er bereits im Alter von 24 Jahren sechs Tonnen Marihuana pro Jahr. Quintero zwang in Chihuahua, im Norden des Landes, während der 1980er Jahre zeitweise mehr als 4000 Menschen zur Arbeit auf seinen Drogenplantagen.[2] Er ist der Bruder von Miguel Caro Quintero, dem späteren Kopf des Sonora-Kartells.

Dieses Trio übernahm ab 1978 die gesamte Kontrolle der Drogengeschäfte in Sinaloa. Kokaintransporte nach und von Mexiko liefen lange Zeit in enger Zusammenarbeit mit dem honduranischen Drogenhändler Juan Matta-Ballesteros. Sie schufen ein Imperium und bald dominierten sie den gesamten Drogenhandel in Mexiko. Sie begannen gemeinsam Drogen aus Südamerika in die USA zu schmuggeln und wenige Jahre später begann das Kartell damit, kolumbianisches Kokain in Umlauf zu bringen. Während früher überwiegend kolumbianische Kartelle wie das Cali-Kartell und das Medellín-Kartell dafür sorgten, dass Kokain, Marihuana und Heroin in die USA gelangten, profitierte nun auch verstärkt das Guadalajara-Kartell von diesen Export-Geschäften.
Enrique Camarena alias „Kiki“ war ein Mexikaner mit US-Staatsbürgerschaft und ermittelte seit 1981 verdeckt für die DEA. Ihm war es gelungen, sich in Quinteros Organisation nach oben zu dienen. Am 7. Februar 1985 verhafteten von Quintero geschmierte Polizisten Camarena beim Verlassen des US-Konsulats in Guadalajara und er erlag drei Tage nach der Entführung seinen Folterqualen. Als man die Leiche im März 1985 in einem Feld fand, floh Quintero. Antiterroreinheiten griffen ihn in einer Finca in Costa Rica auf und er wurde den mexikanischen Behörden überstellt. Überall im Land beschlagnahmten die Fahnder Villen, Geschäfte und Luxuskarossen. Quinteros geschätztes Vermögen lag bei zwei Milliarden Dollar.
Unter der Führung von Félix Gallardo wickelte das Guadalajara-Kartell den größten Teil des Kokainhandels ab und kontrollierte 70 Prozent des Opium- und Marihuanaanbaus in Nordmexiko. Obwohl er zu dieser Zeit der meistgesuchte Drogenboss war, konnte sich Gallardo während der Amtszeit von Präsident Miguel de la Madrid Hurtado (1982–1988) unbehelligt in Sinaloa bewegen. 1987 beschloss er den Drogenschmuggel neu zu organisieren und gleichzeitig auf einen Teil seiner Macht zu verzichten. Mit anderen Drogenhändlern unterteilte er sein Einflussgebiet, die plazas (Drogenrouten oder -umschlagplätze), in sechs neue Bezirke:
- Tijuana: Arellano-Félix-Brüder namens Benjamín und Ramón (später Tijuana-Kartell);
- Ciudad Juárez: Familie Carrillo Fuentes (später Juárez-Kartell);
- Bundesstaat Sonora: Miguel Caro Quintero (später Sonora-Kartell);
- Bundesstaat Tamaulipas: Juan Garcia Abrego (später Golf-Kartell);
- Bundesstaat Sinaloa: El Chapo und El Mayo (später Sinaloa-Kartell).

Zu diesem Zeitpunkt war das Guadalajara-Kartell das wohl einflussreichste und mächtigste Drogenkartell in der Geschichte Mexikos.
1988 legte eine Untersuchungskommission unter Senator John Kerry einen Bericht vor. Demnach hatte die CIA im Zuge der sogenannten Iran-Contra-Affäre enge Verbindungen mit dem Guadalajara-Kartell. Die Drogenbosse sollen die Contra-Rebellen in Nicaragua unterstützt haben und erhielten dafür Zugang zum amerikanischen Markt. Die Schlüsselfigur war laut diesem Bericht Quintero gewesen. Auf seinen Ranches in Mexiko sei die Contra-Guerilla ausgebildet worden, von seinen Flugfeldern starteten Flugzeuge, die Drogen in die USA und Waffen nach Nicaragua schafften.
Gallardo wurde vier Monate nach dem Amtsantritt von Präsident Carlos Salinas de Gortari, am 8. April 1989 in Guadalajara von dem Polizeibeamten Guillermo González Calderoni verhaftet. Er wurde zu 40 Jahren Haft verurteilt. Einen Tag zuvor wurde auch Carrillo verhaftet und erhielt eine 40-jährige Freiheitsstrafe. Im Dezember 1989 wurde der längst verhaftete Quintero wegen Mordes, Entführung, Bildung einer kriminellen Vereinigung, Anbau und Handel mit Marihuana sowie Kokain, ebenfalls zur Höchststrafe von 40 Jahren verurteilt.
Nachdem Gallardo verhaftet wurde, entbrannten Streitigkeiten unter den Padróns. Da sich jeder der fünf verbliebenen Drogenbosse erhöhten Einfluss sichern wollte, zerbrach schlussendlich die Federación und es entstanden mehrere kleine Gruppierungen, die stellenweise bis heute existieren: Sinaloa-Kartell, Golf-Kartell, Tijuana-Kartell, Juárez-Kartell.

## Film und Fernsehen
- 2017: Miguel Ángel Félix Gallardo wird in 2 Episoden der ersten Staffel von der Serie El Chapo durch Ricardo Lorenzana verkörpert.
- 2018: In der ursprünglich als vierte Staffel von Narcos gedachten Begleitserie Narcos: Mexico dreht es sich unter anderem um das Guadalajara-Kartell.